# Neidermeyer’s Mind
Neidermeyer’s Mind — дебютный студийный демо-альбом группы Korn, записанный в 17 октября 1993 года, предвосхитивший дебютный одноимённый альбом, вышедший в 1994 году. Запись была спродюсирована Россом Робинсоном, который также работал над дебютным альбомом группы и последующим Life Is Peachy. Все песни из демозаписи позднее вошли в дебютный альбом, за исключением песни «Alive», которая была перезаписана 10 лет спустя для шестого студийного альбома группы Take a Look in the Mirror Хотя версия «Blind» отличалась более грязным звучанием по сравнению с версией в первом альбоме, остальные треки звучали практически идентично, несмотря на их переработку и перезапись.

## Список композиций
1. «Pradictable»[3] — 4:27
2. «Blind» — 4:52
3. «Daddy» — 4:27
4. «Alive» — 4:07

## Korn
В то время как первые три трека из Neidermeyer’s Mind вошли в первый альбом Korn, последний трек, «Alive», был переработан и записан заново через десять лет в шестом студийном альбоме  Take a Look in the Mirror. Проигрыш в треке из демозаписи был использован в другой песне «Need To», которая также вошла в первый студийный альбом группы.
Подобным образом, другая ранняя песня Korn (не вошедшая в Neidermeyer’s Mind) называлась «Layla» и имеет схожие черты с песней «Clown», вошедшей в первый альбом Korn. Больше всего сходство заметно в начале песни. Концовка «Layla» также имеет сходство, но уже с концовкой другой песни «Ass Itch» из альбома 1996 года «Life Is Peachy».
Первый трек демозаписи, «Pradictable», был написан через 'a' вместо первой 'e'. Неизвестно, было ли это сделано специально, или же имела место опечатка. В дебютном альбоме Korn название песни было написано через 'e'.